# Witte-l-uil
De witte-l-uil (Mythimna l-album) is een nachtvlinder uit de familie Noctuidae (uilen). De voorvleugellengte bedraagt tussen de 15 en 16 millimeter. De soort komt verspreid over Europa voor. Hij overwintert als rups.

## Waardplanten
De witte-l-uil heeft als waardplanten harde planten uit de grassenfamilie, zoals helm en rietgras.

## Voorkomen in Nederland en België
De witte-l-uil is in Nederland en België een vrij algemene soort, die verspreid over het hele gebied kan worden gezien behalve in het noorden van Nederland. De vlinder kent twee jaarlijkse generaties die vliegen van juni tot in november.